# Danny Tiatto
Daniele Amadeo "Danny" Tiatto (Werribee, 1973. május 22. –) ausztrál válogatott labdarúgó.

## Pályafutása
Tiatto hazájában, az ausztrál Bulleen Lions-nál kezdte pályafutását. Rövidebb ideig játszott a szintén ausztrál Melbourne Knightsban, az olasz Salernitanában, a svájci Badenben és kölcsönben az angol Stoke Cityben. 1998-ban a Manchester City vásárolta meg, ahol 6 év alatt 139 bajnoki mérkőzésen lépett pályára. 2004-ben a Leicester Cityhez igazolt, itt 73 mérkőzésen játszott. Angliai útja után hazatért Ausztráliába, a Werribee City csapatából vonult vissza 2012-ben.
Az ausztrál válogatottban 23 találkozón szerepelt, ezeken egy gólt szerzett.

## Statisztika

### Klubcsapatok

#### A válogatottban
| Ausztrália | Ausztrália | Ausztrália |
| Év         | Fellépés   | Gól        |
| ---------- | ---------- | ---------- |
| 1995       | 3          | 0          |
| 1996       | 3          | 0          |
| 1997       | 1          | 0          |
| 1998       | 0          | 0          |
| 1999       | 0          | 0          |
| 2000       | 11         | 1          |
| 2001       | 1          | 0          |
| 2002       | 0          | 0          |
| 2003       | 1          | 0          |
| 2004       | 2          | 0          |
| 2005       | 1          | 0          |
| Össz.      | 23         | 1          |

## Sikerei, díjai
Egyéni
- Az év játékosa (Manchester City): 2001

Manchester City
- Másodosztály bajnok: 2001–2002

Melbourne Knights
- Bajnok: 1994-1995, 1995–1996

Ausztrália
- OFC-nemzetek kupája győztes: 1996, 2000

## Fordítás
- Ez a szócikk részben vagy egészben  a   Danny Tiatto című angol Wikipédia-szócikk fordításán alapul.  Az eredeti cikk szerkesztőit annak laptörténete sorolja fel. Ez a jelzés csupán a megfogalmazás eredetét és a szerzői jogokat jelzi, nem szolgál a cikkben szereplő információk forrásmegjelöléseként.